# Kashima (Saga)
Kashima (鹿島市 -shi) é uma cidade na prefeitura de Saga, na ilha de Kyushu, Japão..
Em 2003 a cidade tinha uma população estimada em 32 867 habitantes e uma densidade populacional de 293,25 h/km². Tem uma área total de 112,08 km².
Recebeu o estatuto de cidade a 1 de Abril de 1954.